# Ernst Bornemann (Psychologe)
Ernst Bornemann (* 21. Mai 1912 in Aachen; † 7. Juli 1988 in Altenberge) war ein deutscher Psychologe, Sozialpädagoge und Hochschulprofessor, der sich insbesondere der Arbeitspsychologie und der Jugendentwicklung widmete.

## Leben
Ernst Bornemann wurde am 21. Mai 1912 als zweiter Sohn eines Privatdozenten und einer Hausgehilfin in Aachen geboren. 1914 erfolgte ein Umzug nach Breslau, da der Vater eine ordentliche Professur für Metallhüttenkunde an der TH Breslau angetragen bekam. Nach dem überraschenden Tod des Vaters zog der Rest der Familie zurück nach Aachen ins Großelternhaus. An der Oberrealschule Aachen legte er 1930 sein Abitur ab.
Bornemann hegte ein Interesse an der Naturwissenschaft sowie an den aktuellen Gesellschaftsproblemen. Sein Berufswunsch war der eines Hochschullehrers im naturwissenschaftlichen Bereich. In seinen Interessen schwankend, schwebte ihm dann doch eher etwas im Bereich Geografie und Landwirtschaft vor, um kurz darauf mit der Philosophie zu liebäugeln, die ihn jedoch – nach eigener Aussage – enttäuschte. So schrieb er sich zunächst in Gießen zum Studium der Mathematik und Physik ein und wechselte alsbald an die TH Aachen. Im Frühjahr 1932 wechselte er sowohl die Universität als auch die Fächer, indem er in Göttingen ein Studium der Psychologie, Pädagogik und Physiologie aufnahm.
In einer von der Studentenschaft gegründeten Abendschule für Arbeitslose erteilte er Unterricht und wurde auf diese Weise mit den Problemen, die Arbeitslosigkeit mit sich bringt, konfrontiert. Die Beschäftigung damit ließ in ihm den Gedanken reifen, in die Erwachsenenbildung zu gehen. Er wurde vom 1930 frisch an die Universität Göttingen berufenen Sozialpsychologen Curt Bondy als Doktorand angenommen, aber das Promotionsvorhaben hatte sich erledigt, als im April 1933 die an die Macht gekommenen Nationalsozialisten Bondy aus seiner Position entfernten. Die Richtungen, die seine Professoren, darunter Moritz Geiger, Georg Misch, Herman Nohl und Otto Friedrich Bollnow, vertraten, stellten ihn nicht zufrieden. Dagegen war er von dem Göttinger Philosophen Leonard Nelson angetan. Nach Nelsons Tod wurde dessen Schüler Heinrich Düker sein Vorbild. Bei ihm wollte Bornemann promovieren, doch Düker wurde aus politischen Gründen 1935 verhaftet. Im dritten Anlauf wurde Bornemann 1937/1938 bei Narziß Ach mit Die Wirkungen der zwangsläufigen Arbeit mit übersteigerten Tempo promoviert.
Er wollte keine allgemeinen Krankheitsbilder behandeln, sondern dem von einem individuellen Schicksal getroffenen Menschen in seiner psychischen und/oder sozialen Not helfen. Deshalb hatte er sich in der Promotionsphase erfolgreich darum bemüht – ohne die spezielle berufliche Ausrichtung vorweisen zu können – als Volontärassistent in einer Heil- und Pflegeanstalt Erfahrungen sammeln zu dürfen.
1938 erhielt er seine erste Anstellung am Kaiser-Wilhelm-Institut für Arbeitsphysiologie in Dortmund. In dieser Zeit lernte er Änne Melcher bei der Durchführung eines Projektes der Dortmunder Berufsberatung kennen. Sie wurde seine Ehefrau, teilte auch seine künftigen Arbeitsbereiche und bildete sich weiter bis zur Dozentin für Psychologie und Pädagogik an einer Fachschule für soziale Frauenberufe in Aachen.
Bornemann stand von Frühjahr 1942 bis Kriegsende als Werkpsychologe in Diensten des Hoesch-Konzerns. In den letzten Kriegsmonaten 1945 verfasste er seine Habilitationsschrift an der Universität Münster. Sie trägt den Titel Analyse psychischer Grundfunktionen als Grundlage praktischer Eignungsuntersuchung. Habilitationsvater war Wolfgang Metzger.
Nach dem Ende des Krieges gründete er zusammen mit Otto Neuloh die Sozialforschungsstelle an der Universität Münster. Ebenso war er an der Neueinrichtung des Instituts für Psychologie und Pädagogik (das später zu Bornemanns Verdruss in zwei eigenständige Fachbereiche aufgeteilt wurde) an derselben Universität beteiligt. Von 1947 bis 1951 forschte er als Assistent von Wolfgang Metzger und lehrte Angewandte Psychologie am neuen Institut. Nach der Entlassung durch Metzger aus disziplinarischen Gründen 1951 behielt er zwar seine Lehrbefugnis, die 1954 noch um das Fach Sozialpädagogik erweitert wurde, hielt aber Vorlesungen über Arbeitspsychologie an der TH Aachen und nahm als freier Betriebsberater in verschiedenen Industriezweigen Aufträge an. Darin ging es um Berufseignungs-Auslese, Unfallverhütung, Aus- und Fortbildung bis hin zum Führungsstruktur-Aufbau.
Nach anderthalb Jahren unterbreitete man ihm das Angebot, als städtischer Psychologe nach Bochum in die Erziehungsberatungsstelle, einer Unterabteilung des Jugendamtes, zu kommen. Die Vorreiterrolle dieser innovativen Einrichtung rief viele Nachahmenswillige aus dem In- und Ausland auf den Plan. Bornemann wurde auch regelmäßig als Referent oder Werkkreisleiter zu den Internationalen Sozialpädagogischen Werktagungen nach Salzburg eingeladen. Die Herausgabe des interdisziplinären dreibändigen Werkes Handbuch der Sozialerziehung verschaffte ihm zusätzliche Reputation und trug so zur Festigung seiner immer wieder umstrittenen Stellung an der Universität Münster bei.
1962 wurde er gebeten, die Leitung der Evangelischen Stadtakademie Bochum zu übernehmen. Diese hatte er bis 1968 inne. Danach widmete er sich hauptsächlich seinem universitären Lehrauftrag und ging 1977 mit 65 Jahren in den Ruhestand.

## Arbeitsbereich
Nicht zuletzt geprägt durch den Beruf des Vaters richtete Bornemann zunächst seinen Blick auf die Naturwissenschaften. Er kam jedoch zu dem Schluss: „Wir bauen uns mit den naturwissenschaftlichen und technischen Errungenschaften eine Welt, die nicht der Natur des Menschen angepaßt ist. Psychologie und Pädagogik mußten meine Studienfächer werden!“ Er spezialisierte sich auf die Gebiete Arbeitspsychologie, Betriebspsychologie und Eignungsdiagnostik. Er untersuchte Fragen der geistigen und körperlichen Beanspruchung, die schon in seiner Dissertation angeklungen waren. In späteren Jahren beschäftigte er sich zunehmend mit sozialpädagogischen Aspekten der Jugendentwicklung und Erziehungsberatung.

## Veröffentlichungen (Auswahl)
- 1938: Die Wirkungen der zwangsläufigen Arbeit mit übersteigerten Tempo. Ein Beitrag zur Ermüdungsforschung und zur Willenstheorie. J. A. Barth, Leipzig (Dissertation).
- 1952: Ermüdung. Ihre Erscheinungsformen und Verhütung. Beiträge zur neueren Ermüdungsforschung (= Mensch und Arbeit; Band 4). Vegag Verlag, Wien (auch: Kinau, Lüneburg).
- 1957: Gruppenarbeit und Produktivität. Bericht über eine Studienreise in USA (= Rationalisierungs-Kuratorium der Deutschen Wirtschaft RKW Auslandsdienst; Heft 72). Hanser, München.
- 1958: Jugendprobleme unserer Zeit. Verlag für Psychologie Dr. C.J. Hogrefe, Göttingen.
- 1959: Untersuchungen über den Grad der geistigen Beanspruchung. Eine experimentalpsychologische Untersuchung, durchgeführt im Max-Planck-Institut für Arbeitsphysiologie, Dortmund. Verlag Anton Hain, Meisenheim/Glan.
- 1960: Analyse des Funktions- und Kräfteaufbaus der menschlichen Persönlichkeit. Verlag Anton Hain, Meisenheim/Glan.
- 1962: Der Jugendliche im Betrieb. Verlag für Psychologie Dr. C.J. Hogrefe, Göttingen.
- 1963: Erziehungsberatung. Ein Weg zu Überwindung der Erziehungsnot. E. Reinhardt, München/Basel.
- 1964: (als Herausgeber) Handbuch der Sozialerziehung in drei Bänden. Herder, Freiburg i.Br.
- 1964: Der Jugendliche und seine Freizeit. Chancen und Gefährdungen. Verlag für Psychologie Dr. C.J. Hogrefe, Göttingen.
- 1966: (zusammen mit Rosemarie Nave-Herz) Verzeichnis sozialwissenschaftlicher Forschungseinrichtungen in der Bundesrepublik Deutschland (nebst bibliographischem Anhang über Hand- und Wörterbücher, Bibliographien und Zeitschriften). Schwartz & Co., Göttingen.
- 1967: Betriebspsychologie. Betriebswirtschaftlicher Verlag Gabler, Wiesbaden.

## Auszeichnungen
- 1966: Silbernes Ehrenzeichen Griechisches Rotes Kreuz